# Halcampoides elongatus
Halcampoides elongatus is een zeeanemonensoort uit de familie Halcampoididae. De anemoon komt uit het geslacht Halcampoides. Halcampoides elongatus werd in 1912 voor het eerst wetenschappelijk beschreven door Carlgren in Stephens. 

## Beschrijving
De kolom van deze gravende zeeanemoon is langwerpig met een ronde, onverdeelde basis. Er zijn 12 tentakels die erg lang zijn als ze volledig zijn uitgezet. De kolom is witachtig, de tentakels zijn bruin of roodachtig met witte vlekken nabij de basis; andere kleuren kunnen voorkomen. De spanwijdte van de tentakels kan oplopen tot 150 mm.

## Verspreiding
Opgenomen in Groot-Brittannië vanuit West-Ierland op 10-25 meter en vanuit het zuidwesten van het eiland Man op ongeveer 10 meter. Ook vanuit Camaret-sur-mer bij de ingang van Brest in Bretagne. Deze soort graaft holen in zand of grind, uitsluitend sublitoraal, voorkomend op diepte.